# 阿图罗·贝内德蒂·米凯兰杰利
阿图罗·贝内德蒂·米凯兰杰利（義大利語：Arturo Benedetti Michelangeli，1921年1月5日—1995年6月12日），意大利钢琴家。
完美主义者米凯兰杰利所专注的曲目范围相对较窄，除了拉威尔和德彪西的音乐，主要致力于精心挑选的维也纳古典主义和浪漫主义作品。其音乐作品的特点是色彩丰富、声音完美、结构清晰。 

## 生平
米凯兰杰利出生于意大利布雷西亚，父母都会弹钢琴，而他小时候喜欢小提琴，立志要成为布罗尼斯瓦夫·胡贝尔曼一样的小提琴家。但是因为生病，不得不改学钢琴，1930至1933年间在米兰音乐学院师从乔万尼·安福西。 
1938年，18岁的米凯兰杰利在伊丽莎白女王音乐比赛仅获第七名（同年冠军是吉列尔斯），但一年后就在日内瓦国际音乐比赛夺魁，评审委员会成员阿尔弗雷德·科尔托称赞他是“新李斯特 ”。随后，米凯兰杰利到博洛尼亚当了两年老师。 
1943年2月，米凯兰杰利在恩奈斯特·安塞美指挥下，与柏林爱乐乐团合作演出了舒曼钢琴协奏曲。 
1946年的伦敦首演令他进一步为世界所知。1964年，米凯兰杰利在布雷西亚创立了一所国际钢琴学院，并在那里工作了五年。他的知名学生有：伊万·莫拉韦茨、玛尔塔·阿赫里奇、毛利齐奥·波里尼等等。

## 作品節選

### 商業錄音
- (CD). 20世紀偉大鋼琴家（英语：Great Pianists of the 20th Century） 68. Philips Classics. 1998. 456 901-2.
- (CD). 20世紀偉大鋼琴家 69. Philips Classics. 456 904-2.

## 轶闻
- 米凯兰杰利因其近乎挑剔的追求完美而著称，总是带自己的钢琴和钢琴技师四处演出，而轻微的缺陷可以让他取消演出，对观众的轻微干扰也会烦躁不安。